# Niikawa Oribe
Oribe Niikawa (sinh ngày 16 tháng 7 năm 1988) là một cầu thủ bóng đá người Nhật Bản.

## Sự nghiệp câu lạc bộ
Oribe Niikawa đã từng chơi cho Nagoya Grampus và FC Ryukyu.